# Surya Sivakumar
Saravanan Sivakumar (tamoul : சரவணன் சிவகுமார்), plus connu sous le nom de Surya, est un acteur, producteur, distributeur et chanteur indien né le 23 juillet 1975 à Madras (Inde).
Fils de l'acteur Sivakumar, il joue dans des films tamouls en débutant en 1997 avec Nerrukku Ner et connaît rapidement le succès avec Nandha en 2001.
Il joue dans d'autres films qui lui valent les éloges de la critique, comme Kaakha Kaakha (2003), Pithamagan (2003), Perazhagan (2004), Ghajini (2005), Vaaranam Aayiram (2008), Ayan (2009), les séries de films Singam (2010-2017), Soorarai Pottru (2020) et Jai Bhim (2021).
Il a reçu de nombreux prix dont trois Tamil Nadu Film Awards et cinq Filmfare Awards (Sud).
Suriya a connu le succès avec les films de science-fiction dans 7aum Arivu (2011) et 24 (2016).
En 2008, il a fondé la Fondation Agaram, qui finance diverses activités philanthropiques. Il a marqué ses débuts en tant que présentateur de télévision avec le jeu télévisé par Star Vijay "Neengalum Vellalam Oru Kodi", la version tamoule de Who Wants to Be a Millionaire?. En 2013, Suriya a fondé la maison de production 2D Entertainment.

## Biographie
Suriya est né en tant que Saravanan le 23 juillet 1975 à Chennai, Tamil Nadu, de l'acteur tamoul Sivakumar et de sa femme Lakshmi. Il a fréquenté l'école Padma Seshadri Bala Bhavan et l'école secondaire supérieure indienne anglo-indienne de St. Bede à Chennai. Il a obtenu son diplôme d'études supérieures B.Com du Loyola College, à Chennai. Suriya a deux frères et sœurs plus jeunes, un frère Karthi qui est également acteur et une sœur Brindha, chanteuse. Suriya est mariée à l"actrice Jyothika. Le couple, après avoir été ensemble pendant plusieurs années, s'est marié le 11 septembre 2006. Ils ont deux enfants, une fille (Diya) et un garçon (Dev).

## Carrière d'acteur

### 1997–2002
Il a fait ses débuts dans en 1997 avec Nerrukku Ner, produit par Mani Ratnam et réalisé par Vasanth. Vijay, qui allait également devenir un acteur contemporain de premier plan à Kollywood, a partagé la vedette avec lui dans ce film. Cela a été suivi par une série de rôles dans des films sans succès  à la fin des années 1990. En 1998, il débute dans le film d'amour Kaadhale Nimmadhi avec lequel il joue aux côtés d'un autre héros, Murali puis en juillet Sandhippoma. Par la suite, il a collaboré avec Vijayakanth dans le film Periyanna (1999), réalisé par S. A. Chandrasekhar. Il apparaît deux fois avec l'actrice Jyothika dans Poovellam Kettuppar (1999) et Uyirile Kalanthathu (2000). En 2001, il a joué dans le comédie-dramatique du réalisateur Siddique dans Friends, avec également Vijay . Sa première performance est venue sous la forme de Nandha (2001), qui a été dirigé par Bala. Jouant le rôle d'un ex-condamné très attaché à sa mère, il a reçu le Tamil Nadu State Film Award du meilleur acteur. Ses prochains films étaient Unnai Ninaithu (2002) de Vikraman suivi de Shree (2002) et Mounam Pesiyadhe (2002) dirigé par Ameer Sultan.

### 2003-2007
En 2003, il a joué dans Kaakha Kaakha de Gautham Menon, un film sur la vie d'un policier. Le film s'est ouvert à des critiques positives et est devenu le premier grand succès de Suriya. Sa représentation d'un escroc de village joyeux avec une touche comique dans le Pithamagan de Bala, avec Vikram, lui a valu le Filmfare Award du meilleur acteur de soutien - Tamil,. En 2004, il a joué deux rôles dans Perazhagan, en tant que boxeur agressif et gardien atteint de cyphose d'un cabine téléphonique. La performance de Suriya a remporté des critiques positives de la part des critiques. Suriya a remporté son premier prix Filmfare du meilleur acteur - Tamil. La même année, il a dépeint le rôle d'un leader étudiant dans le drame politique de Mani Ratnam, Aaytha Ezhuthu avec Madhavan et Siddarth qui a été salué par la critique.
Suriya a signé pour figurer dans le film de comédie  Maayavi  puis du thriller psychologique, Ghajini (2005) réalisé par A. R. Murugadoss. Ghajini a rencontré un grand succès. Plus tard, il a travaillé dans le film d'action de Hari intitulé Aaru (2005) et a reçu une réponse modérée au box-office. Il fait également une apparition spéciale dans le film dramatique June R (2005).
En 2006, il a joué avec Jyothika et Bhumika Chawla dans le film de Sillunu Oru Kaadhal. En 2007, sa seule sortie était Vel du réalisateur Hari, où il était jumelé avec Asin pour la deuxième fois après Ghajini. Le film, le mettait en scène dans deux rôles de frères.

### 2008-2013
Sa prochaine sortie était une collaboration avec Gautham Menon, après le succès de Kaakha Kaakha, Suriya a commencé à travailler dans Vaaranam Aayiram en 2008. Jouant deux rôles pour la troisième fois de sa carrière, Suriya est apparu en tant que père et fils. Ses représentations lui ont également valu plusieurs prix, notamment le Filmfare Award du meilleur acteur - Tamil, un Tamil Nadu State Film Award du meilleur acteur par le jury et aussi le prix Vijay Award du meilleur acteur. Le film a également reçu un prix national du film du meilleur long métrage en tamoul en 2008.
En 2009, la première sortie de Suriya était le thriller d'action Ayan avec l'actrice Tamannaah Bhatia. Le film a été largement tourné à travers la Tanzanie, la Namibie, la Malaisie et l'Inde et a présenté des cascades acrobatiques de Suriya, sans l'utilisation d'un double. À sa sortie, le film a remporté des critiques positives. Son prochain film était le comédie d'action, Aadhavan  avec l'actrice Nayanthara de K. S. Ravikumar.
En 2010, il a eu sa 25e sortie avec Singam réalisé par Hari, dans lequel il a joué le rôle d'un policier collaborant avec l'actrice Anushka Shetty . Il a fait ses débuts en Télougou et en Hindi dans la deuxième partie du drame politique, Rakta Charitra 2. Il est ensuite apparu comme lui-même lors de trois apparitions consécutives avec Trisha et Madhavan, dans une chanson de Manmadhan Ambu (2010), avant de jouer également dans Ko (2011) de K. V. Anand et Avan Ivan de Bala (2011).
Sa seule sortie en 2011 qui le mettait en vedette dans un rôle principal était le thriller de science-fiction 7aum Arivu de A. R. Murugadoss. Suriya a joué un double rôle avec Shruti Haasan dans le film, en tant qu'artiste de cirque et en tant que moine bouddhiste nommé Bodhidharma, qui a vécu au VIe siècle. Le film a rencontré un accueil mitigé, mais a été un succès commercial.
En janvier 2012, Suriya a été nommé animateur officiel du nouveau jeu télévisé présenté sur STAR Vijay, Neengalum Vellalam Oru Kodi, la version tamoule de Who Wants to Be a Millionaire?, qui a commencé à être diffusée le 27 février 2012 et s'est terminée le 12 juillet. Après cela , il a joué les  dans le film action thriller, Maattrraan (2012)  Son prochain film était Singam 2, une suite de son film de 2010 Singam, sorti le 5 juillet 2013.

### Depuis 2014
Ses films comme Anjaan (2014), Massu Engira Masilamani (2015) sont sortis avec des critiques mitigées,. Il produit un film pour enfants  Pasanga 2 (2015). Sa sortie suivante était le film d'action science fiction 24 (2016) qui a été réalisée par Vikram Kumar en 2016.
Son prochain film Singam 3 qui est sorti le 9 février 2017. Sa seule sortie en 2018 était Thaana Serndha Kootam réalisé par Vignesh Shivan. Ses deux sorties en 2019, NGK de Selvaraghavan puis Kaappaan,. En 2020, Soorarai Pottru, était basé sur la vie du fondateur d'Air Deccan, le capitaine G. R. Gopinath. Il a été produit par 2D Entertainment de Suriya et coproduit par Guneet Monga de Sikhya Entertainment. Suriya a joué dans un autre film axé sur le contenu. Il est également le producteur de ce dernier drame intitulé Jai Bhim (2021). Le film se déroule dans l'État du Tamil Nadu, dans le sud de l'Inde, et est basé sur un véritable incident survenu. Le film a été acclamé par la critique et le commerce.

## Filmographie
| Année | Film                       | Rôle(s)                                  | Réalisateur(s)      | Notes                        |
| ----- | -------------------------- | ---------------------------------------- | ------------------- | ---------------------------- |
| 1997  | Nerrukku Ner               | Suriya                                   | Vasanth             |                              |
| 1998  | Kaadhale Nimmadhi          | Chandru                                  | Indiran             |                              |
| 1998  | Sandhippoma                | Vishnu                                   | T. Indrakumar       |                              |
| 1999  | Periyanna                  | Suriya                                   | S. A. Chandrasekhar |                              |
| 1999  | Poovellam Kettuppar        | Krishna                                  | Vasanth             |                              |
| 2000  | Uyirile Kalanthathu        | Suriya                                   | K. R. Jaya          |                              |
| 2001  | Friends                    | Chandru                                  | Siddique            |                              |
| 2001  | Nandha                     | Nandha                                   | Bala                |                              |
| 2002  | Unnai Ninaithu             | Suriya                                   | Vikraman            |                              |
| 2002  | Shree                      | Shree                                    | Pushpavasagan       |                              |
| 2002  | Mounam Pesiyadhe           | Gautham                                  | Ameer               |                              |
| 2003  | Kaakha Kaakha              | Anbuselvan                               | Gautham Menon       |                              |
| 2003  | Pithamagan                 | Sakthi                                   | Bala                |                              |
| 2004  | Perazhagan                 | Karthik, Chinna                          | Sasi Shanker        |                              |
| 2004  | Aayitha Ezhuthu            | Michael Vasanth                          | Mani Ratnam         |                              |
| 2005  | Maayavi                    | Balayya                                  | Singampuli          |                              |
| 2005  | Ghajini                    | Sanjay Ramasamy (Manohar)                | A. R. Murugadoss    |                              |
| 2005  | Aaru                       | Aarumugam (Aaru)                         | Hari                |                              |
| 2006  | June R                     | Raja                                     | Revathy S. Varmha   | Apparence d'invité           |
| 2006  | Sillunu Oru Kaadhal        | Gautham                                  | Krishna             |                              |
| 2007  | Vel                        | Vetrivel, Vasudevan                      | Hari                |                              |
| 2008  | Kuselan                    | Lui-même                                 | P. Vasu             | Participation exceptionnelle |
| 2008  | Vaaranam Aayiram           | Krishnan, Suriya Krishnan                | Gautham Menon       |                              |
| 2009  | Ayan                       | Devaraj Velusamy                         | K. V. Anand         |                              |
| 2009  | Aadhavan                   | Madhavan Subramaniyam (Aadhavan/Murugan) | K. S. Ravikumar     |                              |
| 2010  | Singam                     | Durai Singam                             | Hari                | 25ème Film                   |
| 2010  | Rakta Charitra 2           | Maddalcheruvu Suri                       | Ram Gopal Varma     | Film Hindi et Télougou       |
| 2010  | Manmadhan Ambu             | Lui-même                                 | K. S. Ravikumar     | Participation exceptionnelle |
| 2011  | Ko                         | Lui-même                                 | K. V. Anand         | Participation exceptionnelle |
| 2011  | Avan Ivan                  | Lui-même                                 | Bala                | Participation exceptionnelle |
| 2011  | 7am Arivu                  | Bodhidharma, Aravind                     | A. R. Murugadoss    |                              |
| 2011  | Maattrraan                 | Akhilan et Vimalan                       | K. V. Anand         |                              |
| 2013  | Singam II                  | Durai Singam                             | Hari                |                              |
| 2014  | Ninaithathu Yaaro          | Lui-même                                 | Vikraman            | Participation exceptionnelle |
| 2014  | Anjaan                     | Raju Bhai (Krishna)                      | N. Lingusamy        |                              |
| 2015  | Massu Engira Masilamani    | Masilamani, Sakthi                       | Venkat Prabhu       |                              |
| 2015  | Pasanga 2                  | Thamizh Nadan                            | Pandiraj            | Apparence d'invité           |
| 2016  | 24                         | Athreya, Manikandan, Sethuraman          | Vikram Kumar        |                              |
| 2017  | Singam III                 | Durai Singam                             | Hari                |                              |
| 2018  | Thaanaa Serndha Koottam    | Iniyan                                   | Vignesh Shivan      |                              |
| 2018  | Kadaikutty Singam          | Suriya                                   | Pandiraj            | Participation exceptionnelle |
| 2019  | NGK                        | Nandha Gopalan Kumaran                   | Selvaraghavan       |                              |
| 2019  | Kaappaan                   | Kathir                                   | K. V. Anand         |                              |
| 2020  | Soorarai Pottru            | Nedumaaran Rajangam                      | Sudha Kongara       |                              |
| 2021  | Jai Bhim                   | Chandru                                  | T.J. Gnanavel       |                              |
| 2022  | Etharkkum Thunindhavan     | Kannabiran                               | Pandiraj            |                              |
| 2022  | Vikram                     | Rolex                                    | Lokesh Kanagaraj    | Participation exceptionnelle |
| 2022  | Rocketry: The Nambi Effect | Lui-même                                 | Madhavan            | Apparence d'invité           |
| 2024  | Kanguva                    | Kanguva et Francis Theodore              | Siva                |                              |

### Producteur
| Year | Film                            |
| ---- | ------------------------------- |
| 2015 | 36 Vayadhinile                  |
| 2015 | Pasanga 2                       |
| 2016 | 24                              |
| 2017 | Magalir Mattum                  |
| 2018 | Kadaikutty Singam               |
| 2019 | Uriyadi 2                       |
| 2019 | Jackpot                         |
| 2020 | Ponmagal Vandhal                |
| 2020 | Soorarai Pottru                 |
| 2021 | Raame Aandalum Raavane Aandalum |
| 2021 | Udanpirappe                     |
| 2021 | Jai Bhim                        |
| 2022 | Oh My Dog                       |
| 2022 | Viruman                         |

### Autres Postes
| Année | Film             | Position(s)         | Notes          |
| ----- | ---------------- | ------------------- | -------------- |
| 2007  | Guru             | Artiste de doublage | Version Tamoul |
| 2013  | Singam II        | Distributeur        |                |
| 2017  | The Ghazi Attack | Narrateur           | Version Tamoul |
| 2017  | Kadugu           | Distributeur        |                |
| 2019  | Sillu Karuppatti | Distributeur        |                |
| 2020  | Ponmagal Vandhal | Narrateur           |                |
| 2022  | Gargi            | Distributeur        |                |

## Télévisions
| Année     | Titre                       | Rôle     | Diffusion  | Notes                                                     |
| --------- | --------------------------- | -------- | ---------- | --------------------------------------------------------- |
| 2012-2013 | Neengalum Vellalam Oru Kodi | Lui-même | Star Vijay | Jeu télévisé; Animateur (saison 1) Participant (saison 2) |
| 2021      | Navarasa : neuf émotions    | Kamal    | Netflix    | Épisode: "Guitar Kambi Mele Nindru"                       |

## Discographie
| Year | Film                   | Chanson            | Notes            |
| ---- | ---------------------- | ------------------ | ---------------- |
| 2014 | Anjaan                 | "Ek Do Theen Char" |                  |
| 2017 | Party                  | "Cha Cha Charey"   |                  |
| 2020 | Soorarai Pottru        | "Maara Theme"      |                  |
| 2020 | Aakaasam Nee Haddhu Ra | "Maha Theme"       | Version Télougou |

## Apparitions de vidéoclips
| Année | Titre                    | Rôle     | Interprète        | Notes |
| ----- | ------------------------ | -------- | ----------------- | ----- |
| 2016  | "Spirit of Chennai"      | Lui-même | C. Girinandh      |       |
| 2017  | "Maatrangal Ondre Dhaan" | Lui-même | Nivas K. Prasanna |       |

## Court métrage
| Année | Film            | Notes            |
| ----- | --------------- | ---------------- |
| 2005  | Inaintha Kaigal |                  |
| 2008  | Herova? Zerova? | Aussi producteur |

## Récompenses

### National Film Awards
- 2020 : National Film Award du meilleur acteur pour Soorarai Pottru

### Tamil Nadu State Film Awards
- 2001: Meilleur acteur pour Nandha
- 2005: Prix spécial du meilleur acteur pour Ghajini
- 2008: Prix spécial du meilleur acteur pour Vaaranam Aayiram

### Vijay Awards
- 2008: Icône de l'année
- 2008: Meilleur acteur pour Vaaranam Aayiram
- 2009: Artiste de l'année pour Ayan et Aadhavan
- 2009: Meilleur fournisseur de bien-être pour Agaram Foundation
- 2010: Artiste de l'année pour Singam

### South Indian International Movie Awards
- 2010 : Meilleur acteur pour Singam
- 2011 : Meilleur acteur pour 7am Arivu
- 2012 : Meilleur acteur pour Maattrraan
- 2013 : Meilleur acteur pour Singam II
- 2016 : Meilleur acteur pour 24
- 2020 : Meilleur acteur pour Soorarai Pottru
- 2020 : Meilleur film pour Soorarai Pottru

### Edison Awards
- 2016: Meilleur protagoniste de l'année pour 24
- 2016: Meilleur antagoniste de l'année pour 24
- 2016: Meilleur méchant de l'année pour 24

### Filmfare Awards South
- 2003: Meilleur acteur dans un second rôle pour Pithamagan
- 2004: Meilleur acteur pour Perazhagan
- 2008: Meilleur acteur pour Vaaranam Aayiram
- 2016: Critique du meilleur acteur pour 24
- 2020: Meilleur acteur pour Soorarai Pottru
- 2020: Meilleur acteur pour Soorarai Pottru

### ITFA Best Actor Award
- 2003: Meilleur acteur pour Kaakha Kaakha

### Zee Cine Awards
- 2016: Sensation sud de l'année pour 24

### Behindwoods Gold Medal Awards
- 2015: Behindwoods du début de meilleur producteur avec Jyothika (2D Entertainment) pour 36 Vayadhinile

## Autres prix et reconnaissances
- 1997: Dinakaran du meilleur nouvel acteur de visage pour Nerrukku Ner
- 2004: Prix Kalaimamani du meilleur acteur
- 2009: Prix South Scope pour l'icône de style de l'année
- 2009: Amrita Mathrubhumi Award du meilleur acteur Tamil pour Ayan et Aadhavan
- 2009: Meera Isaiaruvi Tamil Music Award pour la meilleure interprétation d'une chanson (2009) pour Aadhavan (Damakku Damakku)
- 2010: BIG FM, acteur le plus divertissant de l'année pour Singam
- 2012: CineMAA Awards du meilleur acteur pour Maattrraan
- 2016: FilmiBeat BEST OF du méchant Tamil pour 24
- 2016: Kollywood Cinemaaa Awards 2016 du meilleur méchant pour 24
- 2020: Kalaichchigaram Award